# Doktorspiel
Als Doktorspiele werden Spiele zwischen Kindern bezeichnet, die die gegenseitige Erkundung ihrer Körper, insbesondere ihrer Genitalien, zum Inhalt haben. Doktorspiele haben häufig eine Arzt-Patient-Situation zum Inhalt.

## Beschreibung
Doktorspiele sind bei Kindern weit verbreitet und gehören zur kindlichen Entwicklung. Sie lernen neugierig und gegenseitig die ansonsten unsichtbaren und damit unbekannten Körperteile kennen. Gleichzeitig können sie sexuelle Gefühle erleben und lernen damit umzugehen (infantile Sexualität). Die Rollen von „Arzt“ und „Patient“ helfen den Kindern dabei, ihre Ängste vor Sexualität zu überwinden. Das Spiel Blinde Kuh hat eine erotische Komponente. Ältere Kinder spielen oft Flaschendrehen.
Nach einer 1948 veröffentlichten Studie von Alfred C. Kinsey sind Doktorspiele unter Kindern verbreitet. Die Studie besagte, dass 36,6 % aller 10-jährigen Kinder sowohl heterosexuelle als auch homosexuelle Doktorspiele praktizieren. In den 1960er Jahren wurde das sexuelle Verhalten von Kindern bei mehr als 200 Kulturen/Naturvölkern untersucht.

## Rechtliches
Wenn ein Erwachsener die Neugier des Kindes ausnutzt, um es dazu zu bringen, sexuelle Handlungen an sich oder anderen vorzunehmen oder diese an sich vornehmen zu lassen, bei diesen zuzuschauen oder Schilderungen derselben zu folgen, handelt es sich zum Beispiel in Deutschland um sexuellen Missbrauch von Kindern.
In den USA sind Fälle von strafrechtlich verfolgten Doktorspielen unter Kindern belegt.